# Midi-Minuit fantastique
Midi-Minuit Fantastique est une revue de cinéma fondée en 1962 par Michel Caen, Alain Le Bris, Jean-Claude Romer et Jean Boullet, publiée aux éditions Le Terrain vague par Éric Losfeld, et qui a cessé de paraître en 1971, après 24 numéros.
C'est aussi une collection de livres d'art en quatre volumes comprenant chacun un DVD, dirigés par Nicolas Stanzick et Michel Caen, publiés entre 2014 et 2021 chez Rouge profond, restaurant l'intégralité de la revue, à laquelle s'ajoutent de nombreux textes, documents, films et documentaires inédits.

## Histoire de la revue
Le premier numéro sort à Paris chez Éric Losfeld en mai-juin 1962 au prix de 6 francs, avec une consacrée à Terence Fisher. Le format est similaire à celui de la revue Positif, également éditée par Losfeld, 22 par 15 cm.
L'idée de ce magazine consacré aux films fantastiques, d'horreur et de science-fiction, une première en France, est née de la rencontre, à la librairie parisienne « Le Minotaure »  située dans le Quartier latin et dirigée par Roger Cornaille, de Jean-Claude Romer qui préparait un article sur Tod Browning pour la revue Bizarre  et de Jean Boullet. Ils furent rejoints par deux étudiants, Michel Caen et Alain Le Bris, passionnés par le sujet et missionnés par Éric Losfeld.
Certains numéros sont consacrés à des thèmes particuliers, comme King Kong (no 3), Dracula (no 4-5), Les Chasses du comte Zaroff, Érotisme et épouvante dans le cinéma anglais (no 8, janvier 1964).
Francis Lacassin et Jacques Sternberg, entre autres, ont collaboré à la revue dont la parution est irrégulière.
La numérotation va de 1 à 24, dont quatre numéros doubles, sans compter un numéro resté inédit car censuré, le 25/26, qui devait sortir en 1972-1973. Le numéro 24 est daté « Hiver 1970-1971 ».
Les derniers numéros portent la mention « interdit aux moins de 18 ans ».

## Réédition intégrale augmentée et restaurée
L'intégralité des numéros parus a été rééditée en 4 volumes, sous la direction de Nicolas Stanzick et Michel Caen, aux éditions Rouge profond, non sous la forme d'un fac-similé, mais en privilégiant une approche hybride : conservation de la pagination des numéros originaux, y-compris les pages de publicité, mais harmonisation des formats, saisie nouvelle des textes, récupérations d'images originales dans une meilleure définition et parfois en couleur.
- Nicolas Stanzick et Michel Caen (dir.), Midi-Minuit Fantastique - L'Intégrale, vol. 1, coll. "Raccords", Rouge profond, Pertuis, France, 2014, 672 p. + 1 DVD "La Télévision des midi-minuistes" (205 min)  (ISBN 978-2-915083-59-0)
- Nicolas Stanzick et Michel Caen (dir.), Midi-Minuit Fantastique - L'Intégrale, vol. 2, coll. "Raccords", Rouge profond, Pertuis, France, 2015, 752 p. + 1 DVD "Les Cauchemars de Midi-Minuit" (150 min)  (ISBN 978-2-915083-62-0)
- Nicolas Stanzick et Michel Caen (dir.), Midi-Minuit Fantastique - L'Intégrale, vol. 3, coll. "Raccords", Rouge profond, Aix-en-Provence, France, 2018, 752 p. + 1 DVD "Les Ombre de Midi-Minuit" (240 min)  (ISBN 978-2-915083-67-5)
- Nicolas Stanzick et Michel Caen (dir.), Midi-Minuit Fantastique - L'Intégrale, vol. 4, coll. "Raccords", Rouge profond, Aix-en-Provence, France, 2021, 752 p. + 1 DVD "Les Frissons de Midi-Minuit" (240 min)  (ISBN 979-10-97309-54-1)[4]

## Catégorie connexe
Voir : Catégorie:Collaborateur de Midi-Minuit Fantastique